# Селешня
Селешня — деревня в Смоленской области России, в Ельнинском районе. Население — 23 жителя (2007) . Расположена в юго-восточной части области в 12 км к востоку от города Ельня, в 13 км восточнее автодороги Р137 Сафоново — Рославль, в 3,5 км севернее автодороги Р96 Новоалександровский(А101)- Спас-Деменск — Ельня — Починок. В 3 км к югу от деревни железнодорожная станция Жегловка на линии Смоленск - Сухиничи. Входит в состав Пронинского сельского поселения.

## История
В годы Великой Отечественной войны деревня была местом ожесточённых боёв и дважды была оккупирована гитлеровскими войсками. 1-й раз в июле 1941 года (освобождена в ходе Ельнинской операции), 2-й раз в октябре 1941 года (освобождена в ходе Ельнинско-Дорогобужской операции в 1943 году). Была освобождена 68-й армией.

## Экономика
2 фермерских хозяйства .

## Достопримечательности
- Братская могила советских воинов, погибших в 1941 – 1943 годах[5].